# Alain Masson
Alain Gabriel Masson (nascido em 25 de março de 1961) é um ex-ciclista canadense. Ele representou o Canadá nos Jogos Olímpicos de Verão de 1984.